# Sainte-Thérèse-de-la-Gatineau
Sainte-Thérèse-de-la-Gatineau è un comune del Canada, situato nella provincia del Québec, nella regione di Outaouais.